# Mendeley
Mendeley ist ein Literaturverwaltungsprogramm zum Organisieren, Austauschen und Zitieren von wissenschaftlichen Artikeln und PDF-Dokumenten. Die Software wird durch ein Web-Interface ergänzt. Man kann mittels Browser die eigene Bibliothek verwalten und auf Statistiken zugreifen, die aktuelle Trends in der Forschung aufzeigen. Ebenso kann man ein persönliches Profil anlegen und sich in einem sozialen Netzwerk mit weiteren Forschern austauschen.

## Funktion
Die in wissenschaftlichen PDF-Dokumenten vorhandenen Metadaten und Quellenangaben werden automatisch in die eigene Bibliothek importiert. Mittels eines „Bookmarklets“ ist es möglich, bibliographische Informationen von zahlreichen Online-Bibliothekskatalogen in die eigene Bibliothek zu importieren (z. B. Google Scholar oder PubMed). Ebenso wird der offene COinS-Standard unterstützt. Im integrierten PDF-Viewer kann Text markiert und es können Notizen angebracht werden. Plugins für Microsoft Word und LibreOffice (früher auch Open Office) ermöglichen das Zitieren von wissenschaftlichen Dokumenten und die automatische Erstellung von Bibliographien in eigenen Dokumenten. Eine Vielzahl von Zitationsstilen wird unterstützt. Außerdem können bibliographische Angaben für andere Nutzer freigegeben werden, die z. B. per RSS-Web-Feed abonniert werden können.
Mendeley verfolgt das Ziel, eine Art „Last.fm für die Wissenschaft“ zu werden. Wissenschaftler sollen in Zukunft basierend auf ihrer Bibliothek und ihren Forschungsschwerpunkten Empfehlungen für interessante und relevante Artikel erhalten. Mendeley wurde von Plugg.eu zum „European Start-Up of the Year“ 2009 ausgezeichnet.

## Geschichte
Unter den ursprünglichen Investoren befanden sich Stefan Glänzer, früherer Executive Chairman und Gründungsinvestor von Last.fm, der nun die gleiche Funktion bei Mendeley innehatte, die früheren Gründungsentwickler von Skype, Alejandro Zubillaga, ehemals Head of Digital Strategy bei Warner Music Group sowie Wissenschaftler der University of Cambridge und Johns Hopkins University.
Im April 2013 wurde Mendeley von der Verlagsgruppe Elsevier für einen Preis, der zwischen 69 Millionen und 100 Millionen US-Dollar lag, gekauft.